# David I d'Ibèria
David I d'Ibèria dit el Curopalata (mort l'any 881) fou un príncep-primat d'Ibèria de la dinastia Bagrationi, regnant de 876 a 881.

## Biografia
Era el fill gran de Bagrat I d'Ibèria, príncep d'Ibèria del 842 al 876, i de la seva esposa, que era filla de Simbaci VIII Bagratuní. Fou batejat pel cèlebre frare Grigol Khandthéli. Fou duc del Baix Tao, i va succeir al seu pare en el tron d'Ibèria en el moment de la mort d'aquest el 876, i rebé el títol romà d'Orient de curopalata. Fou igualment vassall del Califa.
En 881, David I fou assassinat pel seu cosí Narses de Taoklardjètia, el fill gran de Guaram Mamphali. La raó d'aquest crim era probablement la voluntat de Narses d'esdevenir príncep-primat d'Ibèria, però la noblesa lleialista va reaccionar i Narses va haver de refugiar-se a territori romà d'Orient, on va acabar mort al seu torn. Els feudals van entregar les terres de David al seu fill Adarnases IV d'Ibèria.

## Família i descendència
David es va casar amb la filla gran del rei Constantí III de Abkhàzia amb la que va tenir dos fills:
- una filla, casada amb Adarnases III d'Artanudji, duc de l'Alt Tao,
- Adarnases IV d'Ibèria, príncep d'Ibèria.